# قنات توت
قنات توت، روستایی از توابعبخش پاریز شهرستان سیرجان در استان کرمان است.

## جمعیت
این روستا در دهستان سعادت‌آباد قرار دارد و براساس سرشماری مرکز آمار ایران در سال ۱۳۹۵، جمعیت آن ۱۳۳ نفر (۴۵ خانوار) بوده‌است.